# Tobias Foss
Tobias Foss (né le 25 mai 1997 à Vingrom) est un coureur cycliste norvégien. Il remporte en 2022 le titre de champion du monde de contre-la-montre à Wollongong en Australie.

## Biographie
Tobias Foss pratique le biathlon dans sa jeunesse, avant de se tourner vers le cyclisme. 
En 2017, il est septième du Tour de l'Avenir et neuvième l'année suivante.
En 2019, pour sa dernière année chez les espoirs, il se classe notamment troisième de Liège-Bastogne-Liège espoirs, quatrième du Triptyque des Monts et Châteaux et septième de Gand-Wevelgem espoirs. En août, il remporte le Tour de l'Avenir, son plus grand succès.
En 2020, il rejoint le World Tour, au sein de la formation Jumbo-Visma et se classe cinquième du Tour de Hongrie. En octobre, lors de la première journée de repos du Tour d'Italie, son chef de file sur la course Steven Kruijswijk est testé positif au SARS-CoV-2. L'ensemble de l'équipe Jumbo-Visma décide alors d'abandonner ce Giro. Lors de la saison 2021, il est désigné leader de l'équipe sur le Tour d'Italie et se classe neuvième du général final. En juin, il est champion de Norvège sur route et du contre-la-montre. Il participe aux Jeux olympiques de Tokyo et termine 23e du contre-la-montre et 61e de la course en ligne.
Il est champion du monde du contre-la-montre le 18 septembre 2022 à Wollongong (Australie), devant le Suisse Stefan Küng et le Belge Remco Evenepoel.
Initialement sélectionnés pour le Tour d'Italie 2023 en tant qu'équipiers de Primož Roglič, Foss ainsi que Robert Gesink sont contraints de renoncer à y participer à quatre jours du départ après avoir été infectés par le SARS-CoV-2. Ils sont remplacés par Jos van Emden et Rohan Dennis.
En novembre 2023, Ineos Grenadiers annonce le recrutement de Foss pour trois saisons.

## Palmarès
- 2014
  -  Champion de Norvège du contre-la-montre par équipes juniors
  - 2e du championnat de Norvège du contre-la-montre juniors
  - 2e du championnat de Norvège du critérium juniors
  -  Médaillé de bronze du championnat d'Europe du contre-la-montre juniors
  - 3e du championnat de Norvège sur route juniors
- 2015
  -  Champion de Norvège sur route juniors
  -  Champion de Norvège du contre-la-montre juniors
  -  Champion de Norvège du contre-la-montre par équipes juniors
  - Tour Nivernais Morvan juniors :
    - Classement général
    - 1re et 2e (contre-la-montre) étapes

  -  Médaillé d'argent du championnat d'Europe du contre-la-montre juniors
  - 8e du championnat du monde du contre-la-montre juniors
- 2016
  -  Champion de Norvège du contre-la-montre espoirs
  -  Champion de Norvège du contre-la-montre par équipes
  - 1re étape du ZLM Tour (contre-la-montre par équipes)
  - 3e du ZLM Tour
  - 6e du  championnat du monde du contre-la-montre espoirs
- 2019
  - Classement général du Tour de l'Avenir
  - 3e de Liège-Bastogne-Liège espoirs
  - 6e du championnat du monde sur route espoirs
- 2020
  - 2e du championnat de Norvège du contre-la-montre
- 2021
  -  Champion de Norvège sur route
  -  Champion de Norvège du contre-la-montre
  - 9e du Tour d'Italie
- 2022
  -  Champion du monde du contre-la-montre
  -  Champion de Norvège du contre-la-montre
  - 2e du Chrono des Nations-Les Herbiers-Vendée
- 2023
  - 3e étape de Paris-Nice (contre-la-montre par équipes)
- 2024
  - 1re étape du Tour des Alpes
  - 7e du championnat du monde du contre-la-montre
- 2025
  -  Champion de Norvège du contre-la-montre
  - 9e de Paris-Nice

## Résultats sur les grands tours

### Tour de France
1 participations
- 2025 : 70e

### Tour d'Italie
4 participations
- 2020 : non-partant (10e étape)
- 2021 : 9e
- 2022 : 54e
- 2024 : 79e

## Classements mondiaux
| Année                                 | 2016 | 2017  | 2018 | 2019 | 2020 | 2021 | 2022 | 2023 | 2024 |
| ------------------------------------- | ---- | ----- | ---- | ---- | ---- | ---- | ---- | ---- | ---- |
| Classement mondial                    | 909e | 1114e | 682e | 237e | 359e | 154e | 113e | 338e | 269e |
| UCI Europe Tour                       | 592e | 731e  | 606e | 197e | 294e | 132e | 95e  | nc   | nc   |
|                                       |      |       |      |      |      |      |      |      |      |
| Légende : nc = non classéSource : UCI |      |       |      |      |      |      |      |      |      |